# Handianus mediterraneus
Handianus mediterraneus är en insektsart som beskrevs av Rauno E. Linnavuori 1962. Handianus mediterraneus ingår i släktet Handianus och familjen dvärgstritar. Inga underarter finns listade i Catalogue of Life.